# Infrared Telescope Facility

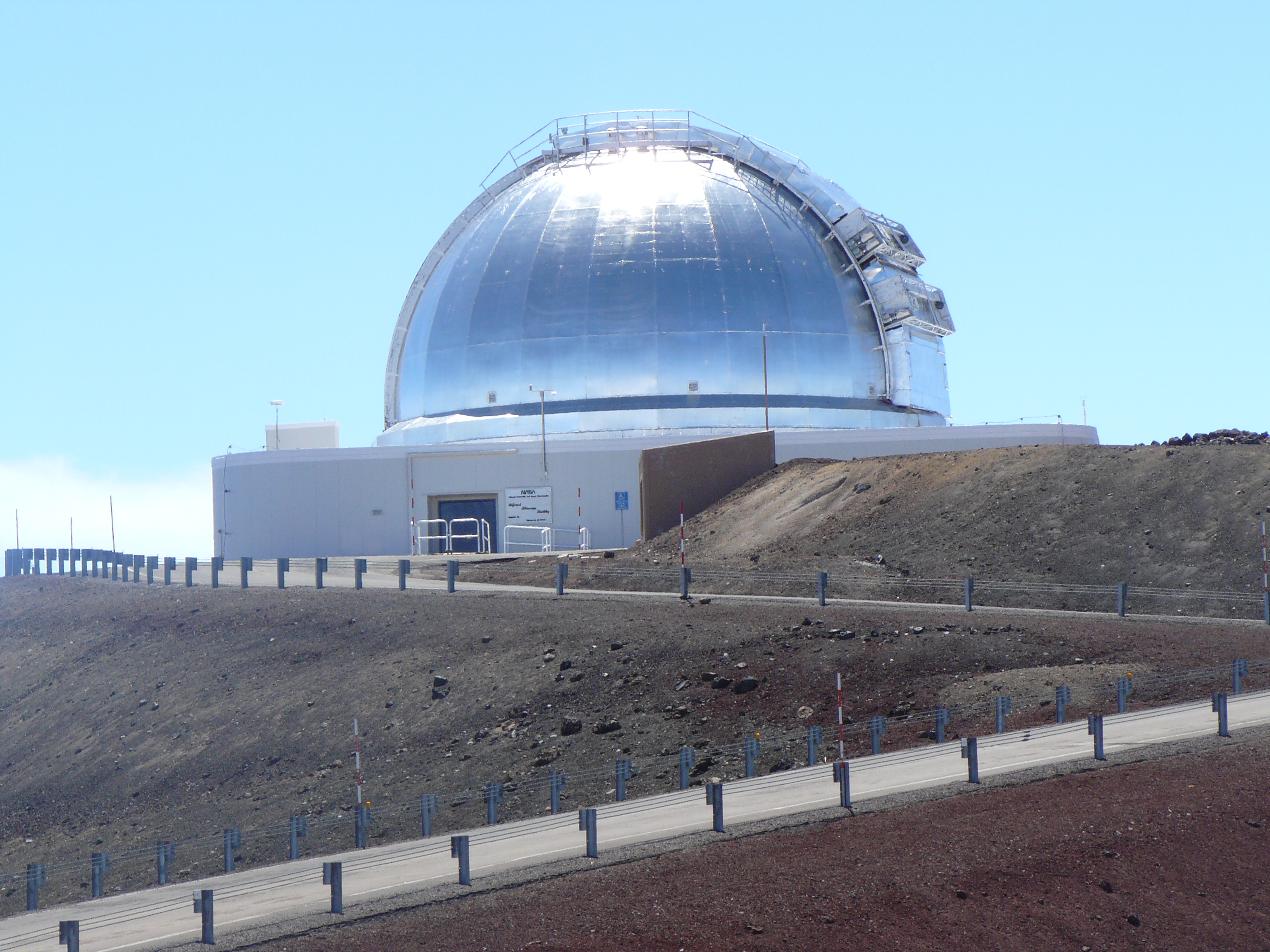
Gebäude der Infrared Telescope Facility (IRTF)

Das Infrared Telescope Facility (IRTF) ist ein Teleskop für Infrarotastronomie am Mauna-Kea-Observatorium auf Hawaii. Sein Hauptspiegel hat einen Durchmesser von 3,0 m.
Das Teleskop wurde 1979 gebaut zur Unterstützung der Voyager-Missionen (Voyager 1 und Voyager 2) und wird jetzt im Auftrag der NASA von der University of Hawaii betrieben. Da das IRTF von der NASA finanziert wird, wird mindestens 50 % der Beobachtungszeit am IRTF für die Erforschung des Sonnensystems vergeben; dies ist für ein Teleskop dieser Größe ungewöhnlich.
Der Asteroid (7158) IRTF ist nach der Einrichtung benannt.